# Shanghai Indoor Stadium
Das Shanghai Indoor Stadium, auch bekannt als Shanghai Grand Stage, ist eine Mehrzweckhalle in der chinesischen Metropole Shanghai.

## Geschichte und Nutzung
Die Arena wurde im Jahr 1975 erbaut und im darauffolgenden Jahr eröffnet. In den Jahren 1999 und 2004 fanden umfangreiche Renovierungen zur Modernisierung des Gebäudes statt. Das überdachte Stadion befindet sich im Besitz der Shanghai East Asia Sports & Culture Center (SEASCC). Die Halle befindet sich neben dem Shanghai-Stadion und wird hauptsächlich für Konzerte genutzt. So traten hier schon neben asiatischen Acts wie Ayumi Hamasaki oder Shinhwa auch international erfolgreiche Künstler wie Eric Clapton, Avril Lavigne und Christina Aguilera auf. 2007 wurde die Halle Austragungsort des Snooker-Turniers Shanghai Masters.